# Commerce (Georgia)
Commerce is een plaats (city) in de Amerikaanse staat Georgia, en valt bestuurlijk gezien onder Jackson County.

## Demografie
Bij de volkstelling in 2000 werd het aantal inwoners vastgesteld op 5292.
In 2006 is het aantal inwoners door het United States Census Bureau geschat op 6088, een stijging van 796 (15,0%).

## Geografie
Volgens het United States Census Bureau beslaat de plaats een oppervlakte van
21,5 km², geheel bestaande uit land. Commerce ligt op ongeveer 278 m boven zeeniveau.

## Plaatsen in de nabije omgeving
De onderstaande figuur toont nabijgelegen plaatsen in een straal van 20 km rond Commerce.